# Амурапи
Амурапи е владетел на древносирийския град Угарит, управлявал като васал на Хетското царство около 1215 – 1190 година пр. Хр.
Той е син на владетеля на Угарит Никмаду III, когото наследява. Женен е за Ехли-Никал, може би дъщеря на хетския владетел Суппилулиума II, който по-късно го принуждава да се разведе с нея. Запазено е негово писмо до владетеля на Аласия, в което му отказва военна помощ, тъй като собствените му земи са нападнати от чужд флот, докато армията му воюва другаде.
Амурапи е последният известен владетел на Угарит и се смята, че около края на неговото управление градът е разрушен от морските народи по време на Бронзовия колапс в Близкия Изток.